# Zaclava clavifemorata
Zaclava clavifemorata är en tvåvingeart som först beskrevs av Hardy 1921.  Zaclava clavifemorata ingår i släktet Zaclava och familjen svävflugor. Inga underarter finns listade i Catalogue of Life.